# Fideuà

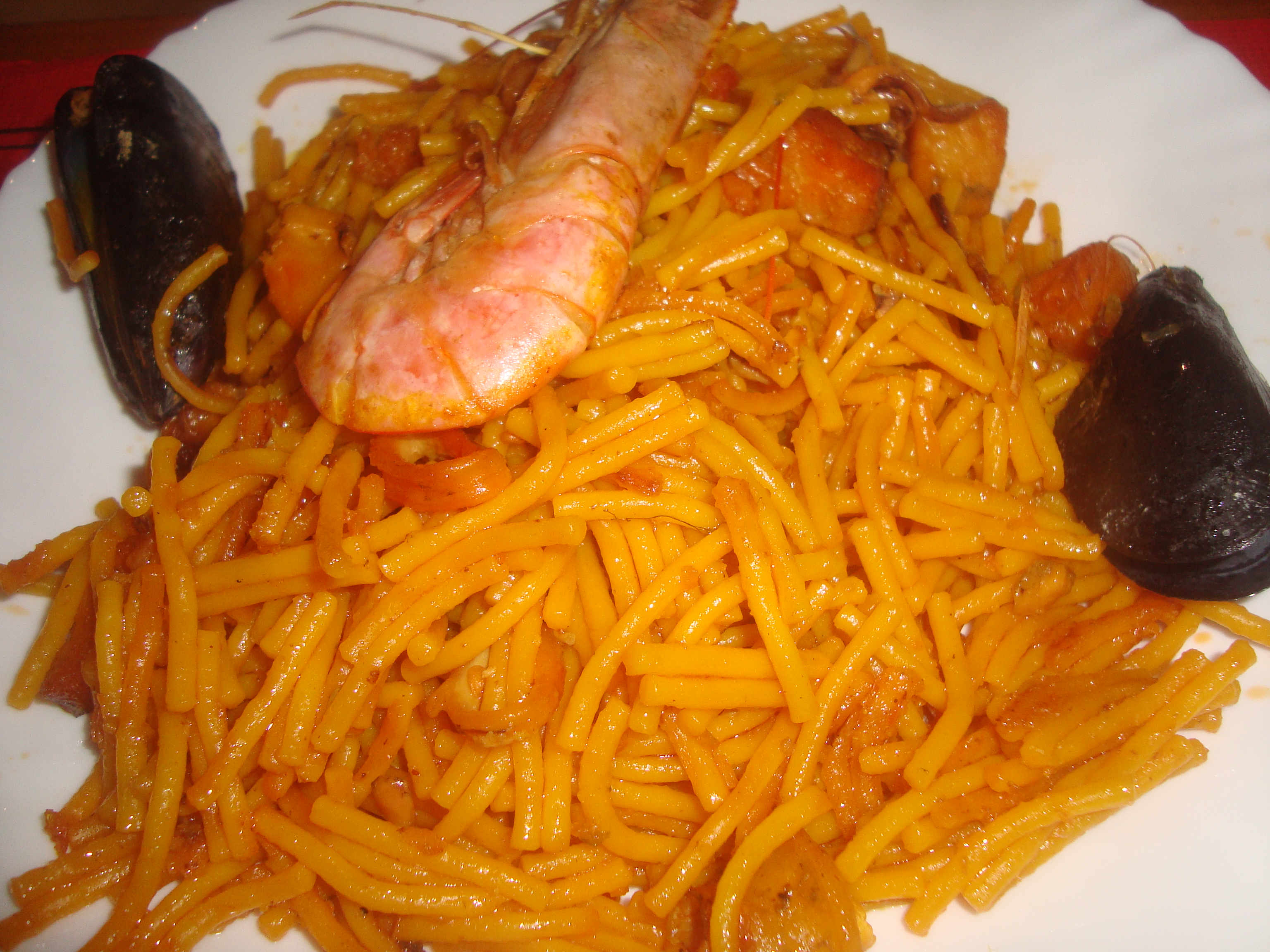
Fideuà.

La fideuà (prononcé en espagnol : [fiðe'wa], en valencien : fideuada, en catalan : fideu, « vermicelle ») est une spécialité culinaire du pays valencien, région autonome d'Espagne.

## Caractéristiques
La fideuà est un plat de pêcheur originaire de Gandia, aujourd'hui renommé dans tout le pays valencien. Ce mets, à base de vermicelles cuits dans un bouillon de poisson, est agrémenté de morceaux de seiches, de langoustines et gambas et un poisson unique : la lotte (beaudroie). Le tout est ensuite revenu dans un bouillon de poissons de roches très goûteux qui donne toute sa saveur à ce plat.
La fideuà est cuisinée et servie dans une paella (poêle typique de Valence).
La recette est différente de celle de la paella (autre plat valencien emblématique). Des pâtes vermicelles ou ressemblant à des coquillettes mais spécifiques à la fideuà se substituant au riz (arroz).

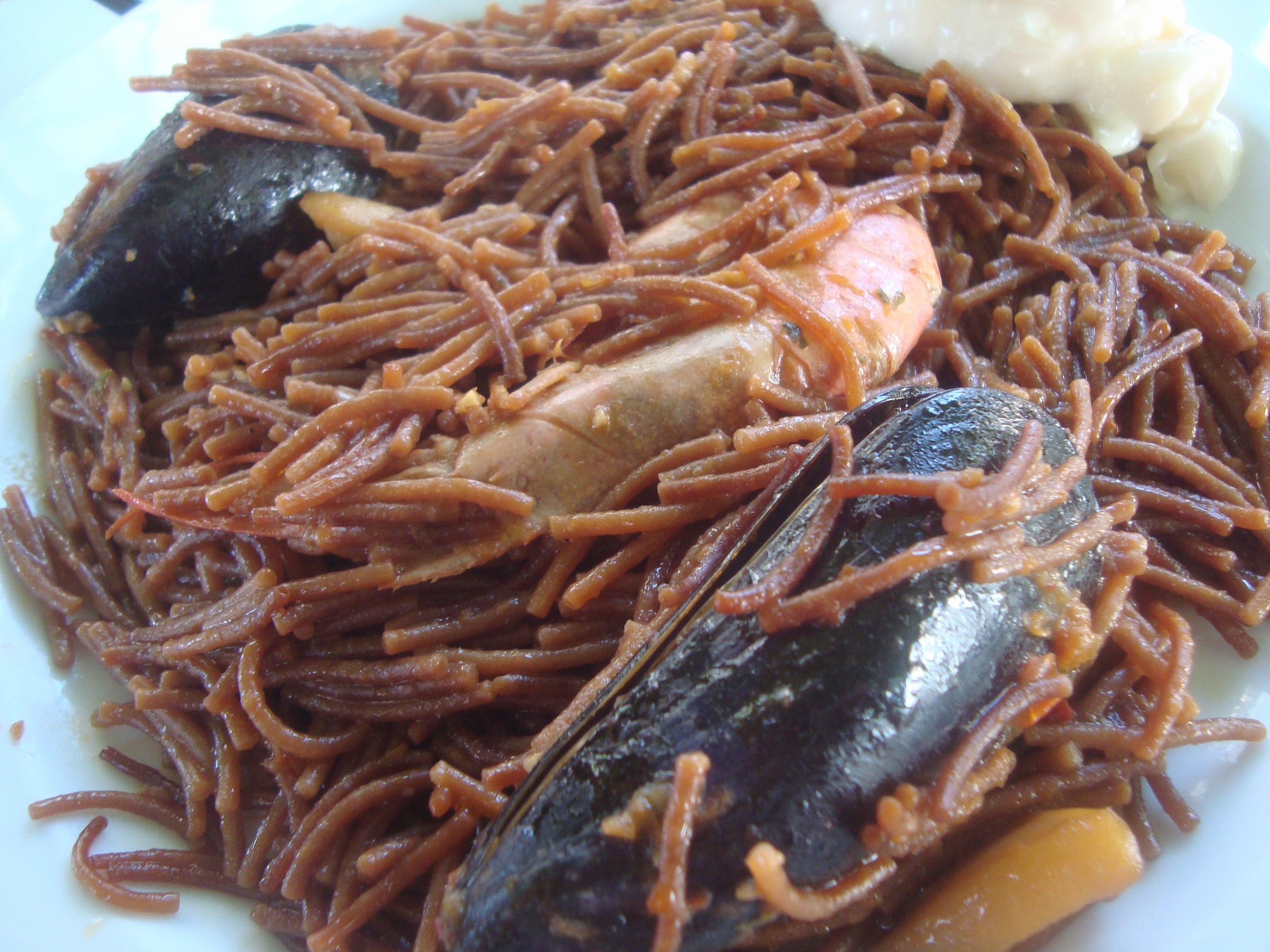
Fideuà.